# Gustav Schädler
Gustav Schädler (Triesenberg, 18 de noviembre de 1883 - Vaduz, 19 de junio de 1961) fue un político liechtensteiniano.
Schädler se desempeñó como Primer Ministro de Liechtenstein entre 1922 y 1928. Fue miembro del Partido Popular Social-Cristiano (CSV) y fue el único miembro del este partido en desempeñar el cargo de Primer Ministro. Su gobierno fue responsable de crear una unión monetaria con Suiza en 1924.